# Wilhelm Pfannenstiel

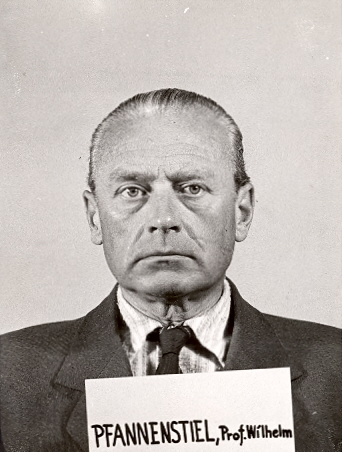
Wilhelm Pfannenstiel

Wilhelm Hermann Pfannenstiel (* 12. Februar 1890 in Breslau; † 1. November 1982 in Marburg) war ein deutscher Hygieniker, Hochschullehrer und SS-Standartenführer.

## Leben
Der Sohn des Gynäkologen Johannes Pfannenstiel legte 1908 am Landgraf-Ludwigs-Gymnasium in Gießen das Abitur ab. Er studierte Medizin an der University of Oxford und der Ruprecht-Karls-Universität Heidelberg. 1909 wurde er im Corps Guestphalia Heidelberg recipiert. Er wechselte als Inaktiver an die Ludwig-Maximilians-Universität München. Dort wurde er 1914 promoviert. Am Ersten Weltkrieg nahm er als Fliegeroffizier teil. Er war als Assistenzarzt in Frankfurt am Main, Heidelberg und Münster tätig. An der Universität Münster habilitierte er sich 1927 im Bereich Hygiene und Bakteriologie. Bis 1931 war er in Münster als Privatdozent tätig, bevor ihm eine Professur für Hygiene und die Leitung des Hygiene-Instituts an der Philipps-Universität Marburg übertragen wurden. Im selben Jahr wurde er stellvertretender Generalsekretär der Balneologischen Gesellschaft. Weiterhin war er Mitglied des Wissenschaftlichen Ausschusses des Reichsfremdenverkehrsverbandes. Bereits 1931 hielt er in Marburg eine Vorlesung zur Rassen- und Fortpflanzungshygiene. Er hatte fünf Kinder, darunter die Söhne Peter Pfannenstiel (1934–2013), später ein Experte für Schilddrüsenerkrankungen, und Dieter, Schulleiter des Ernst-Abbe-Gymnasiums (Berlin).

### Karriere im NS-Staat
Pfannenstiel trat zum 1. Mai 1933 der NSDAP bei (Mitgliedsnummer 2.828.629). Am 11. November 1933 unterzeichnete er das Bekenntnis der deutschen Professoren zu Adolf Hitler. Er gründete 1933 in Marburg eine Ortsgruppe der Deutschen Gesellschaft für Rassenhygiene. 1934 trat er der Schutzstaffel bei (SS-Nummer 273.083). Er war seit 1941 SS-Obersturmbannführer und wurde 1944 zum SS-Standartenführer befördert. Pfannenstiel gehörte dem NS-Dozentenbund, dem NS-Lehrerbund, NS-Ärztebund und dem NS-Kulturbund an. Er war Mitarbeiter im Rassenpolitischen Amt der NSDAP und stellvertretender Schulungsleiter beim Rasse- und Siedlungshauptamt der SS. Im Jahre 1937 wurde er zusätzlich Lehrbeauftragter für Luftfahrtmedizin sowie SS-Arzt des Oberabschnitts Fulda-Werra. Seit 1939 war er beratender Hygieniker beim SS-Sanitätsamt. 1940 wurde er in Marburg beurlaubt und als Sanitätsinspekteur in Berlin eingesetzt, wobei sein Aufgabengebiet auch die Inspektion der Konzentrationslager im Generalgouvernement umfasste. In den Jahren 1942 und 1943 besuchte er das Vernichtungslager Belzec, wo er im August 1942 zusammen mit Kurt Gerstein persönlich bei der Vergasung von Juden anwesend war.

### Nach dem Zweiten Weltkrieg
Nach Kriegsende wurde Pfannenstiel aus politischen Gründen entlassen; die US-Militärregierung ließ ihn bis 1950 internieren. Von 1954 bis 1959 war er Abteilungsleiter in der chemisch-pharmazeutischen Fabrik Schaper & Brümmer in Salzgitter-Ringelheim. Er war Mitglied der Deutschen medizinischen Arbeitsgemeinschaft für Herdforschung und Herdbekämpfung (D.A.H.).

## Veröffentlichungen (Auswahl)
- Beiträge zu den histologischen Befunden an Skleralnarben nach Glaukomoperationen mit Berücksichtigung ihrer Filtrationsfähigkeit, München 1914 (Dissertation)
- Die tierexperimentellen Grundlagen zur Behandlung von Typhus- und Paratyphusbazillenausscheidern, Jena 1931
- Einwirkungen verschiedenartiger Vitaminzufuhr auf den Gesundheitszustand. Elwert`sche Verlagsbuchhandlung, Marburg 1932
- Tierexperimentelle Studien über Mineralwasser-Wirkungen auf das Blut. Staatlicher Mineralbrunnen, Berlin 1933
- Bevölkerungspolitische Entwicklung und Rassenhygiene im nationalsozialistischen Staat. In: Vergangenheit und Gegenwart. 24, 1934, S. 95–109
- Neuere Ergebnisse biologischer Heilquellenwirkungen. Staatlicher Mineralbrunnen, Berlin 1937
- Der moderne Krieg als Lehrmeister der Hygiene. Stalling, Oldenburg 1944
- Über den Heilwert der westdeutschen natürlichen Versand-Heilwässer, Köln 1960